# Водарский, Ярослав Евгеньевич
Яросла́в Евге́ньевич Вода́рский (26 февраля 1928, Нижний Новгород — 16 декабря 2007, Москва) — советский и российский историк, доктор исторических наук; один из крупнейших советско-российских специалистов в области исторической географии и демографии, долгое время возглавлявший Группу исторической географии Института российской истории РАН.

## Биография
В 1966 году защитил кандидатскую диссертацию «Формирование промышленных поселений Центрально-промышленного района Европейской России (XVII в. — начало XX в.)», а в 1975 году — докторскую диссертацию «Население России в конце XVII — начале XVIII вв.».

## Основные научные работы
- Промышленные селения Центральной России в период генезиса и развития капитализма. — М.: Наука, 1972.
- Переписи населения России: Итоговые материалы подворных переписей и ревизий населения России (1646—1858). — М., 1972 (в соавт.).
- Население России за 400 лет (XVI — начало XX в.). — М.: Просвещение, 1973. — 160 с. — 40 000 экз.
- Население России в конце XVII — начале XVIII века: Численность, сословно-классовый состав, размещение. — М.: Наука, 1977.
  - Приложение 11. Схемы уездов России конца XVII — начала XVIII в. с указанием станов и волостей
- Дворянское землевладение в России в XVII — первой половине XIX в.: (размеры и размещение) / Отв. ред. В. И. Буганов; АН СССР. — М.: Наука, 1988.
- Владения и крепостные крестьяне Русской Церкви в конце XVII в. — М., 1988 (составитель и ответственный редактор).
- Дворянство России и его крепостные крестьяне. XVII — первая половина XVIII вв. — М., 1989. — 184 с.
- Население России в XX веке: Исторические очерки: В 3-х томах. — М., 2000 (член авт. кол.).
- Водарский Я. Е., Елисеева О. И., Кабузан В. М. Население Крыма в конце XVIII — конце XX в.: Численность, размещение, этнический состав / Институт российской истории РАН. — М.: ИРИ РАН, 2003. — 160 с. — 300 экз. — ISBN 5-8055-0104-X.
- Загадки Прутского похода Петра I / Отв. ред. чл.-кор. РАН А. Н. Сахаров; Рецензенты: д-р ист. наук А. И. Аксёнов, д-р ист. наук А. И. Комиссаренко; Институт российской истории РАН. — М.: Наука, 2004. — 232 с. — 500 экз. — ISBN 5-02-033510-X.
- Водарский Я. Е., Истомина Э. Г. Сельские кустарные промыслы Европейской России на рубеже XIX—XX столетий / Институт российской истории РАН. — М.: ИРИ РАН, 2004. — 516 с. — 300 экз. — ISBN 5-8055-0126-0.
- Исследования по истории русского города: (Факты, обобщения, аспекты) / Институт российской истории РАН. — М.: ИРИ РАН, 2006. — 416 с. — 300 экз. — ISBN 5-8055-0165-1.
- Водарский Я. Е., Истомина Э. Г. Православные монастыри России и их роль в развитии культуры (XI — начало XX в.) / Институт российской истории РАН. — М.: ИРИ РАН; Гриф и Ко, 2009. — 546 с. — 500 экз. — ISBN 978-5-8125-1352-8.

Статьи
- Города феодальной России: Сборник статей памяти Н. В. Устюгова  / отв. ред. В. И. Шунков. — М.: Наука, 1966.
- О достоверности поуездных итогов переписи сельского населения 1678 г. в сводных источниках начала XVIII в. // Археографический ежегодник за 1967 год. — М.: Наука, 1969. — С. 99—106.
- Размещение холопов в России по переписи 1678 г. // Ежегодник по аграрной истории Восточной Европы. 1969 год. — Киев: Вища школа, 1971. — С. 32—38.
- Сводные источники о земельных угодьях у дворцовых крестьян в конце XVII в. и опыт реконструкции данных о количества пашенной земли и сенокосов // Ежегодник по аграрной истории Восточной Европы. 1971 год. — Вильнюс: Минтис, 1974. — С. 51—56.
- Церковные организации и их крепостные крестьяне во второй половине XVII — начале XVIII в. // Историческая география России: XII — начало XX в. — М.: Наука, 1975. — С. 70—96.
- Русское православие: вехи истории  / Науч. ред. А. И. Клибанов. — М.: Политиздат, 1989. — ISBN 5-250-00246-3.
- Пётр I // Вопросы истории. — 1993. — № 6.
- Генрих Фик и его участие в реформах Петра Великого // Вехи минувшего: Ученые записки истор. фак-та. — 2000. — Вып. 2. — С. 5—18.
- Легенды Прутского похода Петра І (1711 г.) // Отечественная история. — 2004. — № 5. — С. 3—26.
- Участие Молдавии в русско-турецкой войне 1711 года // Русин. — 2006. — № 2(4). — С. 56—68.